# Томашевський Борис Вікторович
Томашевський Борис Вікторович — (17 (29) листопада 1890, Санкт-Петербург — 24 серпня 1957, Гурзуф) — радянський літературознавець і текстолог.

## Біографія
Через участь у гімназичних зборах після закінчення гімназії (1908) не зміг поступити в Політехнічний інститут. Закінчив Льєзький університет (1912) з дипломом інженера-електрика. Слухав лекції в Сорбонні. Після повернення до Росії виступив в 1915 з першими публікаціями з інженерних питань і на теми літератури. Зближувався з колами журналу «Аполлон». Брав участь у Першій світовій війні, воював на австрійському фронті (1915—1918). Після закінчення війни служив у Москві чиновником статистичних відділів різних господарських установ. Зближувався з членами Московського лінгвістичного гуртка і вступив в «Товариство вивчення теорії поетичної мови» (ОПОЯЗ).
Переїхавши до Петрограда (1921), став співробітником Інституту російської літератури (Пушкінський Дім) і почав читати лекції з текстології, теорії літератури і творчості О. С. Пушкіна в Державному інституті історії мистецтв. З 1924 викладав на кафедрі російської літератури Ленінградського університету (професор з 1942).
Під час кампанії проти формальної школи був звільнений з філологічних навчальних і наукових установ (1931). Працював викладачем прикладної математики в Інституті шляхів сполучення. У зв'язку зі століттям з дня смерті О. С. Пушкіна (1937) дістав можливість повернутися до філологічної діяльності.

## Наукова діяльність
Укладач першого радянського однотомника Пушкіна (у 1924—1937 витримав 9 видань). Брав участь у підготовці й редагуванні академічних видань творів Ф. М. Достоєвського, А. Н. Островського, вибраних текстів А. П. Чехова, пізніше — повного академічного зібрання творів Пушкіна (1937—1949). Брав участь в укладанні словника мови Пушкіна і виданні пушкінських томів «Літературного спадку» (Литературного наследства). Підготував низку видань текстів поетів XVIII — початку XIX століть в серії «Бібліотека поета».
Основні праці з віршознавства, поетики, стилістики, текстології, пушкінознавства, французької поезії.
Автор книг «Пушкін. Сучасні проблеми історико-літературного вивчення» (1925), «Теорія літератури. Поетика» (1925), «Письменник і книга. Нарис текстології» (1928; друге видання 1959), «Про вірш» (1929) та інших, а також численних статей.
Праці Томашевського перекладені багатьма мовами.